# Savary Island
Savary Island är en ö i Kanada.   Den ligger i Powell River Regional District och provinsen British Columbia, i den sydvästra delen av landet, 3 600 km väster om huvudstaden Ottawa. Arean är 5,3 kvadratkilometer.
Terrängen på Savary Island är platt. Öns högsta punkt är 53 meter över havet. Den sträcker sig 1,9 kilometer i nord-sydlig riktning, och 7,5 kilometer i öst-västlig riktning.